# Hs 129
A Hs 129 a német Henschel repülőgépgyár által kifejlesztett kétmotoros alacsonytámadó repülőgép, melyet a Luftwaffe megrendelésére terveztek meg. A típust a második világháborúban alkalmazták, főleg az európai keleti fronton, de alkalmazták 1942-ben Észak-Afrikában is. Német beceneve a Panzerknacker, azaz a „páncélostörő” lett, alapvető feladatköre miatt. Harctéri alkalmazása nem volt egyértelműen kielégítő, alulmotorizáltságát nem ellensúlyozta fegyverzete, manőverező légiharcokban nem volt kielégítő a teljesítménye, a háború második felében alkalmazott szovjet vadászrepülőgépekkel szemben kevés eséllyel vehette fel a harcot. Kis számban lett gyártva, ezért csapattámogató bevetéseik nem voltak elégségesek a Wehrmacht szárazföldi alakulatai számára, a szovjet előrenyomulást érdemben nem befolyásolhatta.
A Hs 129B–3 változatba beépített BK 7,5, 75 mm-es fedélzeti ágyú az amerikai AC–130 és az A–10 Thunderbolt II hadrendbe állásáig a legnagyobb teljesítményű csöves repülőgépfedélzeti-fegyver volt, amit hadrendi repülőgép alkalmazott.

## Története
A Hs 129 tervével a Henschel cég 1937 tavaszán egy viszonylag kicsi, de erősen páncélozott és a földi csapatok támogatására is alkalmas Schlachtflugzeugra azaz csatarepülőgépekre kiírt pályázatra jelentkezett. A tiszta fémépítésű, szabadonhordó szárnnyal készített típus 1939 tavaszán repült először, akkor még két 465 LE-s (2×347 kW) Argus As 410 típusú, fordított-V hengerelrendezésű motorral. Csak 1942 áprilisában állították szolgálatba, Hs 129B–1 típusjellel és francia hadizsákmányból származó erősebb csillagmotorral szerelték fel. Az igen sérülékeny motor teljesítménye nem volt elegendő, de mivel a keleti fronton nagy szükség volt repülőgépekre, így 843 darab Hs 129B készült ezzel a motorral. Továbbfejlesztett változata a Hs 129B–2 1943-ban repült először, ezt követően hamarosan megszüntették rajta a kiegészítő fegyverbölcsőket, ehelyett a törzs alá beépített harckocsi-elhárító gépágyúk kerültek a gépre. A Hs 129 csatarepülőgépként 37 mm-es gépágyúval felszerelve hatékony fegyvernek bizonyult. Eredményességét jól mutatja, hogy a kurszki csatában 68 darab Hs 129 repülőgép 50 páncélost semmisített meg néhány óra leforgása alatt.

## Fordítás
- Ez a szócikk részben vagy egészben  a   Henschel Hs 129 című angol Wikipédia-szócikk ezen változatának fordításán alapul.  Az eredeti cikk szerkesztőit annak laptörténete sorolja fel. Ez a jelzés csupán a megfogalmazás eredetét és a szerzői jogokat jelzi, nem szolgál a cikkben szereplő információk forrásmegjelöléseként.